# Цзяху
Цзяху (на китайски: 賈湖, пинин: Jiǎhú) е място на най-древното неолитно селище, базирано в централната равнина на Древен Китай, близо до Жълтата река. Намирало се е между заливите на река Ни на север и река Ша на юг и на 22 северно от съвременния град Уян, провинция Хенан
Повечето археолози смятат мястото за един от най-ранните примери на културата пейлиган. Заселен около 7000 г. пр. н. е. По-късно мястото е наводнено и изоставено около 5700 г. пр.н.е. Селището е било заобиколено от ров и е покрило сравнително голяма площ от 55 000 квадратни метра (5,5 хектара). Едно време това е било „сложно, високо организирано китайско неолитично общество“, в което живеят поне 250 до 800 души.
Важните открития на археологическия обект на Цзяху включват символите Цзяху, вероятно ранен пример за прото-писменост, издълбана в черупки и кости на костенурки; тридесет и три флейти Цзяху, издълбани от крилете на жерави, за които се смята, че са сред най-старите музикални инструменти в света; и доказателства за вино, ферментирало от ориз, мед и листа от глог.
Голямото разнообразие от други артефакти показва доста напреднало селище за ранния неолит, включително жилища, гробни места, керамични пещи, асортимент от инструменти, изработени от камък и керамика и голяма централна структура, за която е била общинско работно пространство. В Цзяху са разкопани 45 жилища. Повечето от тях са малки, между четири и десет метра са полуподземни (частично изкопани в земята) с една стая или допълнителни стаи, построени по-късно. Изкопани са отпадъчни ями, мазета за съхранение на храна и девет керамични пещи.

## Земеделие,лов и риболов
Жителите на Цзяху отглеждали лисиче просо и ориз. Докато отглеждането на просо е често срещано в културата на Пелиганг, отглеждането на ориз в Цзяху е уникално и има тенденция да подкрепя теорията, че Цзяху е била отделна култура от групата Пелиганг. От друга страна, разликата в местния климат, влагата и почвените условия може да затрудни отглеждането на ориз в района на Пелиганг. Отглеждането на ориз Цзяху е едно от най-ранните открити и най-северното открито на толкова ранен етап от историята. Оризът беше един вид късозърнест ориз от японка. По-рано учените смятаха, че най-ранният опитомен ориз принадлежи към подвида с дългозърнести индики.
Съществуват изобилни доказателства за отглеждане на просо в прохладни и сухи високи ширини на долината на Жълтата река и за отглеждане на ориз, доминиран в топли и влажни ниски ширини на долината на река Яндзъ. През ранния неолит Цзяху близо до е между хладния, сух север и топлия влажен юг. Впоследствие хората от Цзяху преминават от обичайните техники за изгаряне и отглеждане но зърнените култури на неолитните фермери към интензивно им отглеждане в постоянни полета.

## Откриване и разкопки
Открит от Джу Джи през 1962 г., обширното разкопаване на обекта се извършва едва през 80-те години. По-голямата част от обекта все още не е разкопана, въпреки че работата бавно напредва. Разкопките на погребенията на Цзяху и ями за боклук са били продуктивни, давайки изобилни доказателства за живота на хората от Цзяху. Китайски изследователи от провинциалния институт на културните реликви и археологията, ръководени в продължение на много години от Джан Джуджонг, професор от Университета за наука и технологии в Китай, извършва археологически проучвания около обекта от десетилетия.
Екипът на Джан извършва разкопки на части от обекта на седем етапа; всеки етап отнемащ две-три години. Голяма част от площадката Цзяху е разкопана през първите две фази на проекта между 1983 и 1987 г. Джан и неговите помощници публикуват подробно откритията от първите две фази в английското университетско списание Antiquity.